# 두툽상어속
두툽상어속(Scyliorhinus)은 흉상어목 두툽상어과에 딸린 한 속이다. 백악기부터 그 화석이 발견된다. 모식종 큰점박이두툽상어를 비롯해 16종이 속한다.

## 종 목록
- 왕뱀두툽상어 (Scyliorhinus boa)
- Scyliorhinus cabofriensis
- 작은점박이두툽상어 (Scyliorhinus canicula)
- 노란점박이두툽상어 (Scyliorhinus capensis)
- 서아프리카두툽상어 (Scyliorhinus cervigoni)
- 코모로두툽상어 (Scyliorhinus comoroensis)
- 갈색점박이두툽상어 (Scyliorhinus garmani)
- 주근깨두툽상어 (Scyliorhinus haeckelii)
- 흰등두툽상어 (Scyliorhinus hesperius)
- 알락두툽상어 (Scyliorhinus meadi)
- 사슬두툽상어 (Scyliorhinus retifer)
- 큰점박이두툽상어 (Scyliorhinus stellaris)
- 이즈두툽상어 (Scyliorhinus tokubee)
- 두툽상어 (Scyliorhinus torazame)
- 난쟁이두툽상어 (Scyliorhinus torrei)
- 검은주근깨두툽상어 (Scyliorhinus ugoi)